# Акоста, Лусиано
Лусиа́но Федери́ко Ако́ста (исп. Luciano Federico Acosta; 31 мая 1994, Буэнос-Айрес) — аргентинский футболист, атакующий полузащитник клуба «Флуминенсе».

## Карьера
Лусиано Акоста — воспитанник «Бока Хуниорс». Начал привлекаться к основному составу клуба с осени 2014, дебютировав в аргентинской Примере 9 февраля 2014 года в матче против «Ньюэллс Олд Бойз». В следующем матче, 16 февраля 2014 года против «Бельграно», забил свой первый гол в профессиональной карьере.
В январе 2015 года Акоста отправился в аренду в «Эстудиантес» на год. Дебютировал за «крысоловов» 5 февраля в матче Кубка Либертадорес 2015 против эквадорского «Индепендьенте дель Валье». В том же кубке в матче против «Барселоны» из Гуаякиля 21 апреля забил свой первый гол за клуб из Ла-Платы.
В феврале 2016 года Акоста был арендован клубом MLS «Ди Си Юнайтед». За американский клуб дебютировал 23 февраля в первом матче четвертьфинала Лиги чемпионов КОНКАКАФ 2015/16 против мексиканского «Керетаро». Его дебют в MLS состоялся в матче первого тура сезона 2016 против «Лос-Анджелес Гэлакси» 6 марта. 23 апреля в матче против «Нью-Инглэнд Революшн» забил свой первый гол за вашингтонцев. По завершении срока годичной аренды «Ди Си Юнайтед» объявил о выкупе Акосты у «Бока Хуниорс» за рекордную в своей истории сумму. В январе 2018 года Акоста получил грин-карту, что дало ему возможность не считаться в MLS легионером. 12 августа 2018 года в матче против «Орландо Сити» оформил первый хет-трик в карьере. В сентябре 2018 года забил четыре гола и отдал шесть результативных передач, за что был признан игроком месяца в MLS. По итогам сезона 2018, в котором забил 10 голов и отдал 17 результативных передач, Акоста был включён в символическую сборную MLS. По окончании сезона 2019 контракт Акосты с «Ди Си Юнайтед» истёк.
19 декабря 2019 года Акоста подписал контракт с клубом чемпионата Мексики «Атлас», вступавший в силу с 1 января 2020 года. Дебютировал в Лиге MX 11 января в матче первого тура клаусуры 2020 против «Крус Асуль». Свой первый гол за «лис» забил 31 января в матче против «Тихуаны», реализовав штрафной удар.
17 марта 2021 года Акоста перешёл в ФК «Цинциннати», подписав трёхлетний контракт по правилу назначенного игрока с опцией продления ещё на один год. «Цинциннати» приобрёл права на него в MLS у «Ди Си Юнайтед» за $250 тыс. в общих распределительных средствах с возможной доплатой в будущем на основе согласованных условий. Свой дебют за «Цинци», 17 апреля в матче стартового тура сезона против «Нэшвилла», он отметил голом. В июне 2022 года стал лидером лиги по результативным действиям за месяц, забив один гол и отдав три голевые передачи всего за 137 минут, за что был назван игроком месяца в MLS. Был отобран для участия в Матче всех звёзд MLS 2022, в котором команда звёзд MLS принимала команду звёзд Лиги MX. По итогам сезона 2022, в котором стал лучшим ассистентом лиги с 19 результативными передачами, а также забил 10 мячей, во второй раз был включён в символическую сборную MLS. Был отобран на Матч всех звёзд MLS 2023, в котором сборная MLS принимала английский «Арсенал». В июле 2023 года забил три гола и отдал четыре голевые передачи в четырёх матчах, за что был назван игроком месяца в MLS. В августе 2023 года отметился одним голом и тремя голевыми передачами в трёх матчах, за что во второй раз подряд был назван игроком месяца в MLS. 22 сентября 2023 года Акоста продлил контракт с «Цинциннати» до конца сезона 2026 с опцией на сезон 2027. По итогам сезона 2023, в котором стал лидером лиги по системе «гол + пас» — 17 голов и 14 голевых передач, и помог «Цинциннати» впервые завоевать Supporters’ Shield, вручаемый за победу в регулярном чемпионате, Акоста был признан самым ценным игроком MLS и был включён в символическую сборную MLS.

## Достижения
Командные
 «Цинциннати»
- Победитель регулярного чемпионата MLS: 2023

Индивидуальные
- Самый ценный игрок MLS: 2023
- Член символической сборной MLS: 2018, 2022, 2023
- Игрок месяца в MLS: сентябрь 2018, июнь 2022, июль 2023, август 2023
- Участник Матча всех звёзд MLS: 2022, 2023

## Статистика выступлений
| Выступление      | Выступление      | Выступление      | Лига | Лига | Кубок | Кубок | Континент. | Континент. | Прочие | Прочие | Итого | Итого |
| Клуб             | Лига             | Сезон            | Игры | Голы | Игры  | Голы  | Игры       | Голы       | Игры   | Голы   | Игры  | Голы  |
| ---------------- | ---------------- | ---------------- | ---- | ---- | ----- | ----- | ---------- | ---------- | ------ | ------ | ----- | ----- |
| Бока Хуниорс     | Примера Дивисьон | 2013/14          | 16   | 2    | —     | —     | —          | —          | —      | —      | 16    | 2     |
| Бока Хуниорс     | Примера Дивисьон | 2014             | 9    | 0    | —     | —     | 3          | 0          | —      | —      | 12    | 0     |
| Бока Хуниорс     | Итого            | Итого            | 25   | 2    | —     | —     | 3          | 0          | —      | —      | 28    | 2     |
| Эстудиантес      | Примера Дивисьон | 2015             | 24   | 1    | 4     | 0     | 7          | 1          | 3      | 0      | 38    | 2     |
| Эстудиантес      | Итого            | Итого            | 24   | 1    | 4     | 0     | 7          | 1          | 3      | 0      | 38    | 2     |
| Ди Си Юнайтед    | MLS              | 2016             | 31   | 3    | 1     | 0     | 2          | 0          | 1      | 0      | 35    | 3     |
| Ди Си Юнайтед    | MLS              | 2017             | 31   | 5    | 1     | 0     | —          | —          | —      | —      | 32    | 5     |
| Ди Си Юнайтед    | MLS              | 2018             | 33   | 10   | 2     | 1     | —          | —          | 1      | 0      | 36    | 11    |
| Ди Си Юнайтед    | MLS              | 2019             | 31   | 6    | 2     | 0     | —          | —          | 1      | 0      | 34    | 6     |
| Ди Си Юнайтед    | Итого            | Итого            | 126  | 24   | 6     | 1     | 2          | 0          | 3      | 0      | 137   | 25    |
| Атлас            | Лига MX          | 2019/20          | 10   | 1    | 0     | 0     | —          | —          | —      | —      | 10    | 1     |
| Атлас            | Лига MX          | 2020/21          | 23   | 2    | —     | —     | —          | —          | —      | —      | 23    | 2     |
| Атлас            | Итого            | Итого            | 33   | 3    | 0     | 0     | —          | —          | —      | —      | 33    | 3     |
| Цинциннати       | MLS              | 2021             | 31   | 7    | —     | —     | —          | —          | —      | —      | 31    | 7     |
| Цинциннати       | MLS              | 2022             | 30   | 10   | 2     | 0     | 1          | 0          | 2      | 1      | 35    | 11    |
| Цинциннати       | MLS              | 2023             | 32   | 17   | 5     | 1     | 3          | 1          | 4      | 2      | 44    | 21    |
| Цинциннати       | MLS              | 2024             | 0    | 0    | 0     | 0     | 0          | 0          | —      | —      | 0     | 0     |
| Цинциннати       | Итого            | Итого            | 93   | 34   | 7     | 1     | 4          | 1          | 6      | 3      | 110   | 39    |
| Всего за карьеру | Всего за карьеру | Всего за карьеру | 301  | 64   | 17    | 2     | 16         | 2          | 12     | 3      | 346   | 71    |